# Gracia Barrios
Gracia Barrios Rivadeneira (Santiago de Xile, 27 de juny de 1927 - Ñuñoa, 28 de maig de 2020) fou una pintora xilena, guardonada amb el Premi Nacional d'Arts Plàstiques de Xile el 2011.

## Biografia i trajectòria
Filla de l'escriptor Eduardo Barrios, Premi Nacional de Literatura 1946, i de la pianista Carmen Rivadeneira, Gracia va mostrar interès per l'art des de ben petita, pel que va fer classes amb el pintor Carlos Isamitt i a l'Escola de Belles Arts de la Universitat de Xile, quan encara anava a l'escola. Acabada la secundària, va seguir els seus estudis superiors a dita universitat entre els anys 1944 i 1949. Allà va tenir com a professors a Augusto Eguiluz, Carlos Pedraza i Pablo Burchard, essent aquest últim qui va tenir una major influència sobre el desenvolupament del seu estil.
Gracia Barrios va compaginar la creació artística amb la docència. Va iniciar la seva carrera com a professora l'any 1953 a l'Escola de Belles Arts de la Universitat de Xile, com a ajudant al Taller de Dibuix de Carlos Pedraza i posteriorment com a professora fins al 1973. Durant els anys seixanta va pertànyer al Grupo Signo, que va trencar amb el postimpressionisme i va propugnar l'abandó de la pintura de cavallet. La resta del grup es trobava conformat per Alberto Pérez, José Balmes i Eduardo Martínez Bonati. El 1962 el grup va realitzar exposicions a Espanya (Museu d'Art Contemporani de Barcelona) i França. En el catàleg de l'exposició celebrada al Museu d'Art Contemporani de Barcelona, Alexandre Cirici va comentar el següent sobre l'obra de l'artista: «Observamos en ella unas evocaciones de objetos que aparecen tratados como algo que está en una atmósfera, algo que está bañado por una circunstancia, que cobra realidad en el seno de la imprecisión, y que, para hacerlo, se sirve de los pardos, de las sombras, y de una euritmia constructiva calculadamente equilibrada».
Després del cop d'estat a Xile de 1973, l'artista es va exiliar a França amb el seu marit i la seva filla; van estar aproximadament deu anys fora del seu país natal. Al tornar, va treballar com a professora visitant a la Escuela de Arte de la Pontificia Universidad Católica de Chile (1983-1986) i des de 1994 va ser professora a la Universidad Finis Terrae. Va posar fi a la seva carrera docent alguns anys després.
L'any 2011 va obtenir el Premi Nacional d'Arts Plàstiques de Xile per la seva obra que, segons el jurat, «es distingeix per la seva incessant recerca de la condició humana i, sobretot, per la relació de l'ésser humà amb els seus contextos existencials i històrics.
Gracia Barrios va disminuir progressivament la producció pictòrica a causa de l'edat i va abandonar definitivament els pinzells el 2013.

## Obra
Les seves pintures han estat exposades a països com Espanya, França, Alemanya, Brasil i Japó. La seva obra es troba exposada a museus xilens i europeus. Podem trobar obra de Gracia Barrios a alguns museus catalans, com el MACBA o la Biblioteca Museu Víctor Balaguer.

### Obres destacades
- 1961 - Composició (oli sobre cartró), conservada a la Biblioteca Museu Víctor Balaguer.[10]
- 1961 - Rocas (oli sobre taula), conservada a la Biblioteca Museu Víctor Balaguer.[10]
- 1970 - América no invocó tu nombre en vano (técnica mixta sobre tela), conservada al Museo de Arte Contemporáneo de Xile.[3]
- s/d - Figuras en el pasto (oli sobre tela), col·lecció particular.[3]
- s/d - Torsos (oli sobre tela), col·lecció particular.[3]